# 普魯德
普魯德（烏克蘭語：Пруди）是位於烏克蘭東北部的村莊，由蘇梅州科諾托普區的普蒂夫利市鎮負責管轄。該村處於謝伊姆河右岸，距離薩福尼夫卡2公里，海拔高度125米，2001年人口320。